# Apron Stage

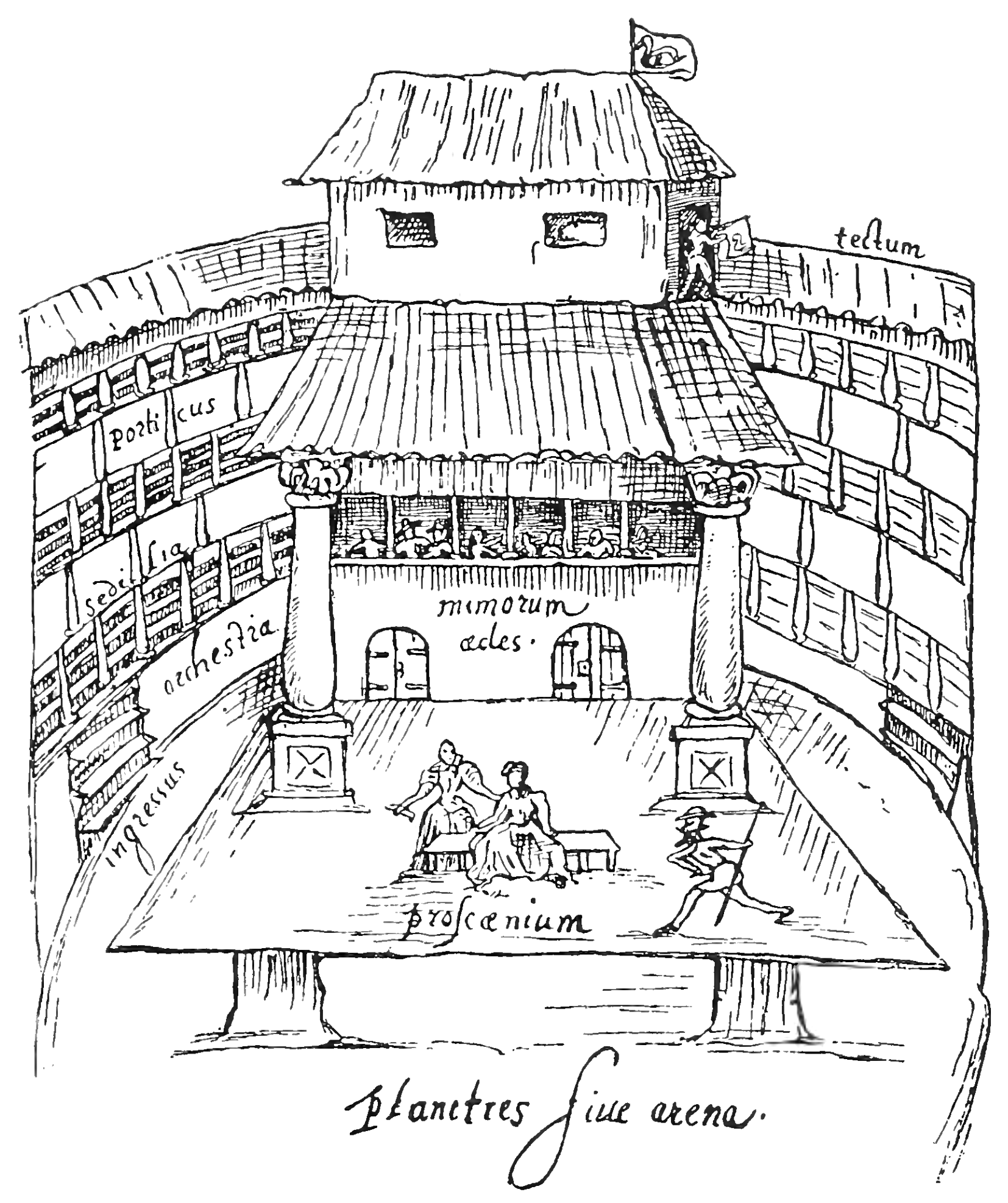
Apron Stage als proscænium bei Johannes de Witt, 1596

Apron Stage (aus engl. apron ‚Schürze‘ und stage ‚Bühne‘) ist ein Begriff aus dem englischen Renaissance-Theater (um 1600) und steht für eine rechteckige erhöhte Vorbühne, die nach drei Seiten hin offen ist.
Die elisabethanische Bühne zu William Shakespeares Zeiten ist eine Art Arena ohne Dach. Das Gebäude hat drei Etagen und es gibt einen so genannten Pit, sozusagen das Erdgeschoss, welches tiefer als die Bühne liegt, spöttisch auch als „yard“ (Hof) bezeichnet. Das erste Geschoss ist auf derselben Ebene wie die Bühne, vor der sich die Apron Stage als Vorbühne befindet, die in die Arena hineinragt.
Auf der Apron Stage war der Kontakt zum Publikum besonders eng und es konnte dort kaum mit Bühnenbild oder Requisiten gespielt werden (die also auch nicht gewechselt werden mussten). Dementsprechend häufig waren Ansprachen der Theaterfiguren ans Publikum oder schnelle Szenenwechsel. All das konnte in der barocken Guckkastenbühne mit ihrer räumlichen Tiefe dann nicht mehr bewerkstelligt werden (vgl. Barocktheater). Dies ist unter anderem ein Grund dafür, dass Shakespeares Stücke in Kontinentaleuropa bis zur Mitte des 18. Jahrhunderts als unspielbar galten.
Die Apron Stage wurde zu Beginn des 20. Jahrhunderts von dem Londoner Schauspieler und Theaterproduzenten William Poel wiederentdeckt und für Shakespeare-Aufführungen genutzt. Heute ist der Begriff für eine Bühne oder den Teil einer Bühne üblich, die in den Zuschauerraum hineinragen, also größer als eine Vorbühne sind.